# Wojciech Piotrowski

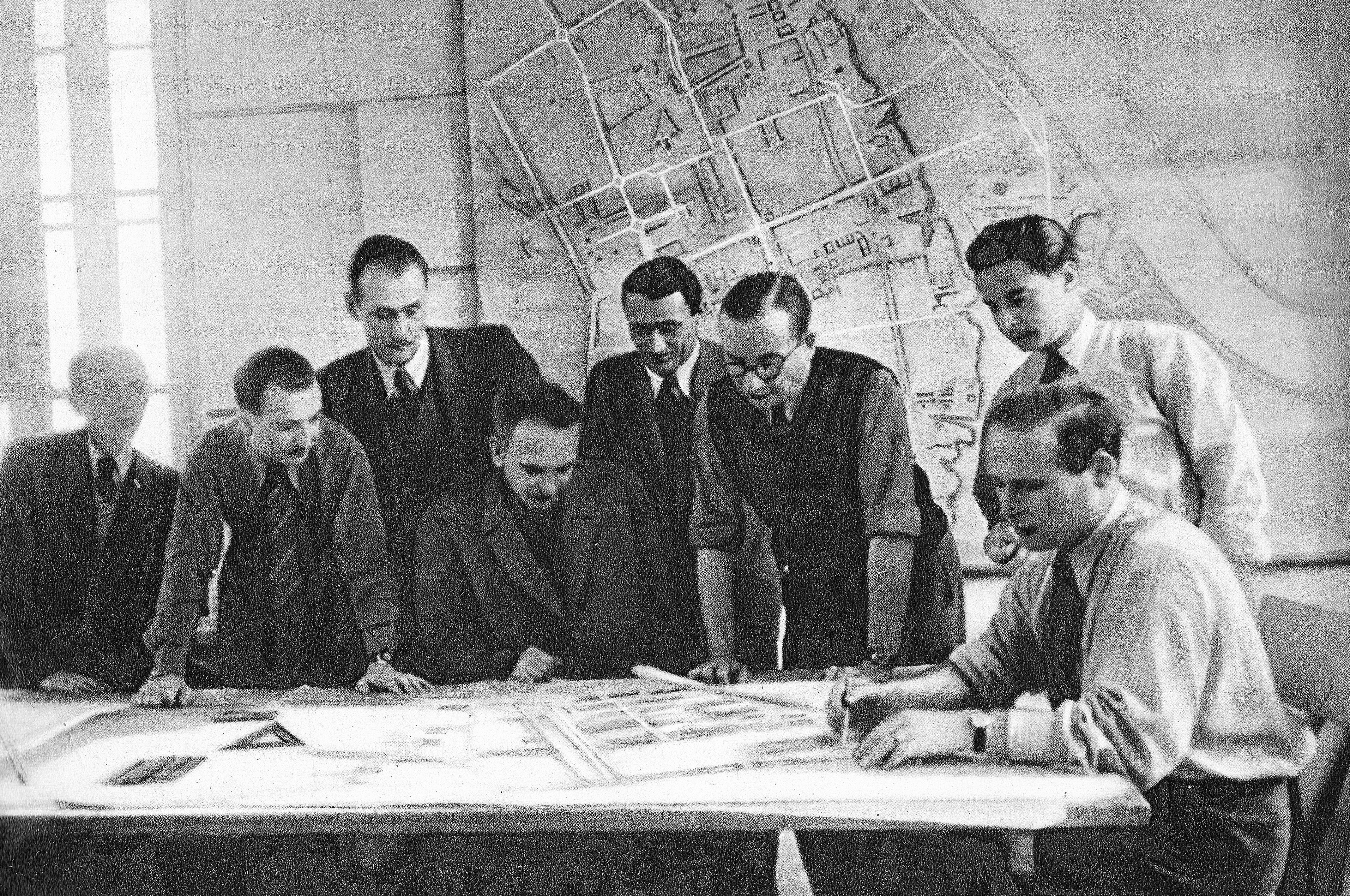
Wojciech Piotrowski (czwarty z lewej) w urbanistycznej pracowni „Śródmieście” Biura Odbudowy Stolicy

Wojciech Józef Piotrowski (ur. 6 stycznia 1904, zm. 28 marca 1983 w Warszawie) – polski architekt.

## Życiorys
Syn Juliana. W latach 1925–1933 studiował na Wydziale Architektury Politechniki Warszawskiej, od początku studiów należał do korporacji K! Welecja. Po ukończeniu studiów przeszedł wyszkolenie wojskowe w 6 batalionie saperów.
Podczas kampanii wrześniowej walczył w szeregach 20 batalionu saperów w stopniu porucznika rezerwy.
W 1945 został pracownikiem Biura Odbudowy Stolicy. Od 1955 do 1956 był prezesem Oddziału Warszawskiego SARP, przez wiele lat zajmował stanowisko zastępcy Naczelnego Architekta Warszawy. Był laureatem Nagrody Miasta Stołecznego Warszawy.
Pochowany na cmentarzu Wojskowym na Powązkach w Warszawie (kwatera B 23-7-16).

## Projekty
- plan urbanistyczny osiedla Mariańska w Warszawie (1963);
- budynek mieszkalny „Igrek” (ul. Emilii Plater 55) stanowiący część osiedla Mariańska w Warszawie (1966).

## Ordery i odznaczenia
- Krzyż Kawalerski Orderu Odrodzenia Polski
- Złoty Krzyż Zasługi (15 lipca 1955)[2]
- Medal 10-lecia Polski Ludowej (30 grudnia 1954)[3]
- Złota Odznaka Honorowa „Za Zasługi dla Warszawy” (17 stycznia 1963)[4]
- Złota Odznaka SARP (1955)